# Стадион Роуз боул
Роуз боул (енгл. Rose Bowl) је вишенаменски стадион, који се налази у Пасадени, (Округ Лос Анђелес, Калифорнија, САД). Капацитет 92.542 места за седење. На стадиону су се одржавала такмичења на Летњим олимпијским играма 1932. и 1984. године. Исто тако, стадион је био домаћин на два Светска првенства у фудбалу: 1994. - за мушкарце (на стадиону је играно 1/8 финала, полуфинале, сусрет за треће место и финале), а 1999. године - за жене.
Пројектовао га је Мирон Хант 1922. године. Првобитно, стадион је изграђен у облику потковице и био је неколико пута проширен.
На стадиону се углавном највише играју утакмице америчког фудбала.

## Историја
Отворен у октобру 1922. године, стадион је признат као национална историјска знаменитост и калифорнијска историјска грађевина. Са модерним капацитетом од 92.542 места, Росе Бовл је 16. највећи стадион на свету, 11. највећи стадион у Сједињеним Државама и 10. највећи стадион НЦАА. Стадион је 16 километара североисточно од центра Лос Анђелеса.
Овај стадион је једно од најпознатијих места у историји спорта, Роуз боул је најпознатије као место колеџ фудбала, посебно као домаћин годишње Роуз боул игре по којој је и добио име. Од 1982. служио је као домаћи стадион фудбалског тима УКЛА Бруинс. На стадиону је одиграно пет утакмица Супербоула. Роуз боул је познато фудбалско место, које је било домаћин финала ФИФА Светског првенства 1994, финала ФИФА Светског првенства за жене 1999, и меча за златну медаљу на Олимпијским играма 1984, као и бројних утакмица Конкакафа и Фудбалске федерације Сједињених Држава.
Стадион и суседни голф и кантри клуб Бруксајд су у власништву града Пасадене и њима управља Роуз боул Оперејтинг компани, непрофитна организација чији одбор бирају чланови већа града Пасадене. УКЛА и Турнир ружа у Пасадени такође имају једног члана у управном одбору компаније.

### Светско првенство 1994.
| Датум         | Врема (UTC-8) | Репрезентација #1 | Рез.               | Репрезентација #2 | Коло          | Гледалаца |
| ------------- | ------------- | ----------------- | ------------------ | ----------------- | ------------- | --------- |
| 18. јун 1994. | 16:30         | Колумбија         | 1 : 3              | Румунија          | Група А       | 91.856    |
| 19. јун 1994. | 16:30         | Камерун           | 2 : 2              | Шведска           | Група Б       | 93.194    |
| 22. јун 1994. | 16:30         | Сједињене Државе  | 2 : 1              | Колумбија         | Група А       | 93.469    |
| 26. јун 1994. | 16:30         | Сједињене Државе  | 0–1                | Румунија          | Група А       | 93.869    |
| 3. јул 1994.  | 13:30         | Румунија          | 3 : 2              | Аргентина         | Осмина финала | 90.469    |
| 13. јул 1994. | 16:30         | Бразил            | 1 : 0              | Шведска           | Полуфинале    | 91.856    |
| 1994-07-16    | 12:30         | Шведска           | 4 : 0              | Бугарска          | За 3. место   | 91.500    |
| 17. јул 1994. | 12:30         | Бразил            | 0 : 0 (3 : 2 пен.) | Италија           | Финале        | 94.194    |